# خدعة فيروس الدب
فيروس Jdbgmgr.exe أو بالأحرى خدعة فيروس Jdbgmgr.exe أو خدعة فيروس الدب في بعض التراجم العربية (بالإنجليزية:  jdbgmgr.exe virus hoax)‏ ظهرت أولا في العام 2002 وتقوم بتنبيه المستخدم كرسالة بواسطة البريد الإلكتروني بأن الملف التطبيقي Jdbgmgr.exe الموجود في جهاز الحاسوب ما هو إلا فيروس ويجب حذفه. مع أن هذه الخدعة قد تم اكتشافها والتحذير من الانجراف وراء الرسالة البريدية إلا أن الخدعة بدأت تأخذ أشكالا أخرى خاصة في الدول العربية حيث تقوم الكثير من المنتديات بتناقلها بعدة أشكال وصور اخرها مواقع إنترنت ومنتديات رسمية وغير رسمية عربية إماراتية, يمنية,..إلخ.

## التفسير
في الواقع Jdbgmgr.exe هو أحد حزم ميكروسوفت التطبيقية التي تأتي مع ويندوز وهو مخصص لدعم جافا (Java Debugger Registrar). هذا الملف شأنه شأن أي ملف في الحاسوب, يمكن أن يصاب بفيروسات ولكن الخدعة لاتتعلق بإمكانية إصابته ولكن جعل المستخدم نفسه مصدر الحذف.
مايكروسوفت وغالبية مواقع مكافحة الفيروسات انتبهوا للخدعة وتم الرد فورا بتحذير المستخدمين من تصديقها إلا أن مواقع عربية كثيرة بدأت تتداولها إما عن جهالة أو كنوع من التسلية والغريب أن بعض هذه المواقع ليست منتديات عادية وإنما مواقع استضافة مثل يمن نت للإنترنت ومنتديات هندسية مختصة مثل ملتقى المهندسين العرب, وأغلبها يحمل هذه الرسالة التحذيرية:
"هجوم يهودي بفيروس جديد موجه للعرب: قبل 48 ساعه قام مجموعه من المبرمجين اليهود بإنتاج فايروس جديد أخطر من فايروس بلاستر. ويقوم الفايروس بتحميل نفسه على جميع أنظمة الوندوز وهو فايروس موجه
للإيميلات العربية والعرب على وجه الخصوص وسيقوم الفايروس بتدمير الهارد وير بدأ من تاريخ 20-9-2003
للتخلص من الفايروس: إذهب إلى إبدا ثم بحث ثم ضع اسم الفايروس وهو BR>jdbgmgr***** وسيظهر لك الفايروس على شكل دب رمادي ثم قم بإلغائه ملاحظه: الفايروس هذا لاتكشفه برامج الحماية وقد يحمل إلى جهازك أكثر من مرة
تحذير: لاتقم بالضغط على الفايروس فقط قم بإلغائه الرجاء إخبار جميع المسلمين بذلك لنخرج بأقل الخسائر من هذا الهجوم الصهيوني"

## مخاطر حذف الملف
لحسن الحظ الملف ليس ذا أهمية كبرى لغير العاملين على لغة الجافا (غير المبرمجين مثلا).